# Frederick Crocker
Frederick Crocker, né en 1821 à Brockton et mort en 1911 à Montevideo, est un commandant de la marine américaine et un consul américain.

## Biographie
Frederick Crocker est né en 1821 à Brockton dans le Massachusetts. Il est le plus jeune fils d'un fermier et fabricant aisé. À 16 ans, son père l'envoie travailler à New Bedford, alors une ville en plein essor. Attiré par l'aventure d'une vie en mer, à 17 ans, il quitte l'entreprise familiale pour rejoindre la plus importante entreprise baleinière de New Bedford. Bien que le plus jeune à bord, il devient le chef d'une équipe de harponneurs. Dans ses temps libres, il étudie des livres qui lui ont appris son métier. À 24 ans, il est capitaine d'un navire baleinier. Il chasse les baleines dans les eaux les plus reculées du globe pendant 13 ans. À partir de 1851, il rejoint la marine marchande américaine en tant que capitaine de navires clipper, transportant des marchandises et des passagers en Extrême-Orient et à San Francisco.
À 34 ans, il épouse la fille d'un riche baleinier de Vineyard à Liverpool, en Angleterre. Avec l'arrivée de deux fils et d'une fille entre 1856-1860, il reste plus proche de la maison familiale à Edgartown, Martha's Vineyard. En 1860, il devient capitaine et copropriétaire d'un bateau à vapeur pour passagers et à marchandises, le RR Cuyler, qui navigue le long de la côte est de l'Amérique du Nord entre New York et Savannah, en Géorgie, et qui est réputé pour sa vitesse.

### Guerre de Sécession
La guerre civile change radicalement sa vie. À 40 ans, il se porte volontaire pour le service dans les premières semaines du conflit. En tant que capitaine de canonnière de la marine de l'Union, il fait preuve d'un grand courage et capacités dans de nombreux engagements navals réussis. Il sert sur le Mississippi et le long de la côte américaine et du golfe du Mexique. Il s'illustre dans des batailles et des accrochages à Apalachicola Bay, Sabine Pass, Calcasieu River, Camp Bisland et Butte-à-la-Rose, entre autres.
Son exploit le plus spectaculaire est sa course de six jours et environ 130 km à travers la Louisiane tenue par l'ennemi en octobre 1862. Lui et son groupe capturent l'officier supérieur confédéré dans la région de Calcasieu, prennent possession de huit navires ennemis, défont l'infanterie rebelle et brûlent leur campement, repoussent une attaque de cavalerie, détruisent un pont et des magasins, revenant en toute sécurité, sans une seule victime. Il ramène également des réfugiés et des otages, détruisant une quantité considérable de propriétés privées et capturant un grand nombre de balles de coton. En reconnaissance de son initiative, le contre-amiral David G. Farragut le recommande avec enthousiasme pour une promotion.
Frederick Crocker est néanmoins mieux connu en tant que commandant de la marine de l'Union Navy ayant subi une défaite inattendue à Sabine Pass, Texas, le 8 septembre 1863. Avec une escadre de quatre canonnières transportant des centaines de tireurs d'élite et de marins, il attaque de front Fort Griffin. Malgré sa troupe de plus de cinq mille soldats de l'Union embarquée sur vingt navires de transport, il est vaincu et capturé par une force rebelle bien inférieure de 300 hommes. Sa canonnière est devenue une cible facile lorsque sa corde de roue a été tirée et sa coque rapidement prisonnière sur un banc de boue. La chaudière de sa canonnière a pris un coup direct. Ses hommes n'ont pas pu débarquer et des dizaines se sont noyés. Frederick Crocker et son équipage sont courageux et déterminés mais le général commandant les forces de l'Union est un officier intelligent et après un dur combat pense que toute résistance est inutile et se rend. 
Malgré les efforts importants de ses supérieurs pour obtenir sa libération, le capitaine Crocker doit endurer près de dix-sept mois misérables en tant que prisonnier de guerre, principalement au Camp Ford, à Tyler (Texas). Des centaines de prisonniers sont morts de maladies et de malnutrition, les marins sous sa direction sont restés fidèles à l'Union. Dès sa libération, il a tenté d'obtenir la libération de tous les militaires afro-américains encore détenus au camp Ford.
Frederick Crocker a finalement atteint le rang de lieutenant-commandant volontaire par intérim et a été cité pour 3 raisons différentes : la bravoure, les services méritoires et la fidélité ; ce qui en fait le seul officier de la marine américaine à remporter ces trois distinctions pendant la guerre civile. Il a reçu au moins deux drapeaux confédérés (à Sabine Pass et Butte-à-la-Rose). Les honneurs qu'il a gagnés sont d'autant plus impressionnants qu'il n'était pas un subordonné facile, ayant peu de patience avec les officiers de la marine régulière incompétents ou les politiciens corrompus. Il a démissionné de la marine seulement pour être attiré par l'amiral Farragut. Il a officiellement dénoncé le major-général Benjamin F. Butler, alors commandant militaire suprême de l'Union à la Nouvelle-Orléans, pour corruption.

### Après-guerre
Après la guerre civile, il a donc démissionné de la Marine. Les affaires l'ont emmené pour un court séjour à Chicago. À 47 ans et en mauvaise santé après ses nombreux mois de détention, il a décidé de quitter les États-Unis avec sa jeune famille et ses deux beaux-frères. Il a commencé une nouvelle vie dans le lointain Uruguay, un petit pays d'Amérique du Sud. Son climat très agréable et ses perspectives commerciales favorables l'ont particulièrement séduit.
Pendant son séjour en Uruguay, il a d'abord été impliqué dans le commerce de la glace. Pendant plus de deux ans (1876-1879), il a été consul américain à Montevideo sous l'administration Grant. Il a continué à servir au consulat jusqu'en 1886. Pendant vingt ans, il a été expert en assurance maritime pour Lloyd's of London et Bureau Veritas à Montevideo. Il était également journaliste pour un périodique britannique et expert politique dans les journaux anglophones de Montevideo et de Buenos Aires.
De différentes sources, nous savons que Frederick Crocker a impressionné ses amis aussi bien cultivés, dignes et spirituels. Il lisait largement beaucoup et avait une compréhension approfondie des événements mondiaux. Son optimisme, sa compassion et sa tolérance étaient assez visibles. C'était un homme d'une grande loyauté et fier de rendre service à son pays. Il avait des convictions religieuses sincères, et, au fil des ans, il s'est ardemment opposé à l'esclavage. Les nombreuses informations disponibles montrent également qu'il était un homme ambitieux, très apte à relever des défis difficiles.
Frederick Crocker est décédé à Montevideo à l'âge de 89 ans. Il est enterré au Cimetière britannique de Montevideo. Sa longue vie a nécessité du courage, de l'énergie et une confiance en soi hors de l'ordinaire. La bravoure et l'initiative dont il a fait preuve en tant que commandant volontaire de canonnière pendant la guerre civile sont consignées dans de nombreux livres d'histoire, articles et même dans la fiction. Son fils et ses deux petits-fils ont créé une société d'importation à Montevideo. Son arrière-petite-fille, Fay Crocker, est une golfeuse de la LPGA, vainqueur de deux tournois majeurs et détentrice de plusieurs records de golf.